# Ostreococcus
Az Ostreococcus a valódi zöldmoszatok Mamiellophyceae osztályának egysejtű kokkoid tagokból álló nemzetsége. A pikoplankton fontos, a szénciklusban központi szerepet betöltő tagjaiból áll.

## Történet
Az első tagot, az O. taurit 1994-ben fedezték fel a Thau-lagúna pikoplanktonjának vizsgálatakor Courties és Chretiennot-Dinet áramlási citometria révén. A fotoszintetikus egysejtűek általában könnyen tanulmányozhatók így a sejtek által a napfény hasznosítására használt klorofill és más fluoroforok okozta autofluoreszcencia miatt, lehetővé téve e pigmentek festésmentes tanulmányozását. Az egyes pigmentek sejtenként megkülönböztethetők és azonosíthatók áramlási citometriával, lehetővé téve a mintában lévő különböző fajok kimutatását és az új fajok azonosítását. Az O. taurit eleinte a Prasinophyceae osztályba helyezték a jellegzetes klorofillek, a Chlorophyceae osztályéihoz hasonló karotinoidok és az ultraszerkezet miatt, ezt a 18S rDNS is megerősítette. A 18S rDNS-szekvenálás alapján létrehozták az új Mamiellophyceae osztályt, benne az Ostreococcus fajokkal, és ezt a Bathycoccaceae családba helyezték. A Mamiellophyceae az ökológiailag legsikeresebb fotoszintetikus eukarióta pikoplanktonok közt van tenger- és valószínűleg édesvízben is. Metagenomikai és -DNS-elemzések más Ostreococcus-fajokat is kimutattak. 4 faja ismert eddig, ezek az Ostreococcus tauri, az Ostreococcus lucimarinus, az Ostreococcus mediterraneus és az O sp. RCC809.

## Élőhely
Az O. lucimarinus mezotróf és partmenti vizekben él, az O. RCC809 az oligotróf óceánban.
Sejtméretcsökkenés nélkül is megélhetnek alacsony vastartalmú helyeken egyes törzsek fotoszintetikus eszközeik és fehérjetartalmuk csökkentésével. Ennek oka azonban egyszerűen alacsony vastartalmuk.
Igen gyorsan tud növekedni, jelentős virágzásait figyelték meg például Long Island és Kalifornia partjainál.

## Anatómia
A nemzetség tagja a legkisebb ismert szabadon élő eukarióta, melynek átlagos mérete 0,8 μm. Ultraszerkezetük egyszerű: sejtfal nélküli gömbölyű sejtek 1 kloroplasztisszal, 1 mitokondriummal és 1 Golgi-készülékkel a sejtmag mellett. A nemzetség 3 tagja genomja érhető el, ezek a 2006-ban közölt és 2014-ben frissített 13 Mbp-os O. tauri RCC4221-magigenom, az O. lucimarinus CCMP2514 magi genomja és az RCC809 magi genomja. E két Ostreococcus-faj anyagcsere-hálózatának vázlatát 2012-ben a KEGG-adatbázisból rekonstruálták, termodinamikailag meghatározták, kiegyensúlyozták és elemezték.

## Genetika
Az Ostreococcus tauri magi genomja 20 kromoszómából áll, tömege 33 fg; az Ostreococcus lucimarinusé 21 kromoszómából áll, CCE9901 törzse genomja 13 204 888 bp hosszú.
Az Ostreococcus lucimarinus magi és mitokondriális genomja is az 1., míg ptDNS-e a 11. átírási táblázat szerint íródik át.

## Vírusok
Az Ostreococcus tauri-vírus 5-öt (OtV5) 2008-ban szekvenálták, ez a Phycodnaviridae csoportba tartozó litikus vírusok egyike.

## Modellszervezetként
Az Ostreococcus taurit már 1998-ban úgy írták le, hogy „jó lehetséges modellszervezet például sejtosztódás vagy genomszekvenálás tanulmányozására”.

## Fordítás
Ez a szócikk részben vagy egészben  az   Ostreococcus című angol Wikipédia-szócikk ezen változatának fordításán alapul.  Az eredeti cikk szerkesztőit annak laptörténete sorolja fel. Ez a jelzés csupán a megfogalmazás eredetét és a szerzői jogokat jelzi, nem szolgál a cikkben szereplő információk forrásmegjelöléseként.